# Michele Wucker
Michele M. Wucker /'wʊkər/ (sinh năm 1969) là một tác giả, nhà bình luận và nhà phân tích chính sách người Mỹ chuyên về kinh tế thế giới và dự báo khủng hoảng. Bà là tác giả của The Gray Rhino: How to Recognize and Act on the Obvious Dangers We Ignore (Tê giác xám: Cách nhận biết và hành động trước những nguy cơ rõ ràng mà chúng ta bỏ qua), Lockout: Why America Keeps Getting Immigration Wrong when Our Prosperity Depends on Getting it Right (Đóng cửa: Tại sao Mỹ tiếp tục xử lý nhập cư trái phép sai khi sự thịnh vượng của chúng ta phụ thuộc vào việc xử lý tốt) và Why the Cocks Fight: Dominicans, Haitians and the Struggle for Hispaniola (Tại sao gà trống đá nhau: Người Dominica, người Haiti và cuộc đấu tranh cho Hispaniola).

## Tiểu sử
Wucker là người Mỹ gốc Slav Bỉ và Áo, sinh sống ở Chicago, Illinois.
Bà có bằng Cử nhân (B.A.) tiếng Pháp và Nghiên cứu Chính sách của Đại học Rice và bằng Thạc sĩ Các vấn đề Quốc tế và Chứng chỉ về Nghiên cứu Châu Mỹ Latinh của Khoa Các vấn đề Công và Quốc tế tại Đại học Columbia. Năm 2012, cô nhận được Chứng chỉ về Lãnh đạo Toàn cầu và Chính sách Công trong Thế kỷ 21 từ Trường Chính phủ John F. Kennedy tại Đại học Harvard.
Bà từng hành nghề phóng viên tại tờ Milwaukee Sentinel  (bây giờ là Milwaukee Journal-Sentinel) vào năm 1990, chuyên đưa tin về cộng đồng người Tây Ban Nha địa phương. Bà đã viết về tài chính cho các thị trường mới nổi tại  Dow Jones , AmericaEconomia  và  International Financing Review . Từ năm 2000–2001, bà là Giám đốc Văn phòng Châu Mỹ Latinh của International Financing Review  và là biên tập viên của IFR Châu Mỹ Latinh .
Sau khi xuất bản  Why the Cocks Fight , bà được bổ nhiệm làm thành viên cấp cao tại Viện Chính sách Thế giới, vào thời điểm đó là The New School ở Thành phố New York. Năm 2007, bà trở thành giám đốc điều hành, tham gia nhóm nghiên cứu độc lập của trường đại học, và được bổ nhiệm làm Chủ tịch Viện Chính sách Thế giới vào năm 2010.
Bà là một phần của Hội nghị bàn tròn về Nhập cư Brookings-Duke, đã đưa ra các khuyến nghị của mình vào năm 2009. Bà cũng là thành viên của SUNY-Levin Institute New York trong Hội đồng Cố vấn Thế giới, đã đưa ra các khuyến nghị của mình vào năm 2011 cho Thành phố và Tiểu bang New York về các phản ứng chính sách đối với toàn cầu hóa kinh tế.
Vào tháng 8 năm 2014, Wucker rời Viện Chính sách Thế giới để gia nhập Hội đồng Chicago về Các vấn đề Toàn cầu với tư cách Phó Chủ tịch Phụ trách Nghiên cứu. Năm 2015, cô rời tổ chức đó và thành lập Gray Rhino & Company.

## Các giải thưởng
Năm 2007, bà được trao Học bổng Guggenheim cho công việc của mình trong việc thay đổi quan niệm toàn cầu về quyền công dân. Năm 2008, bà trở thành Tiếng nói cựu sinh viên của Trung tâm Truyền thông vì sự Tiến bộ của Phụ nữ. Năm 2009, Diễn đàn Kinh tế Thế giới đã vinh danh cô là Nhà lãnh đạo trẻ toàn cầu. Năm 2010, Trung tâm Truyền thông của Phụ nữ đã vinh danh Wucker là Người Phụ nữ Làm nên Lịch sử cho công trình nghiên cứu về nhập cư và mối quan hệ giữa Cộng hòa Dominica và Haiti.

## Các khái niệm chính

### Tê giác xám
Wucker đã giới thiệu thuật ngữ "tê giác xám" tại Hội nghị thường niên Diễn đàn Kinh tế Thế giới ở Davos, Thụy Sĩ vào tháng 1 năm 2013. Không giống như "thiên nga đen" được phổ biến trong cuốn sách năm 2007 của Nassim Nicholas Taleb, tê giác xám là những mối đe dọa có khả năng xảy ra cao, tác động cao nhưng bị bỏ qua. Khái niệm này được phát triển thêm trong cuốn sách năm 2016 của cô ấy, The Gray Rhino: How to Recognize and Act on the Obvious Dangers We Ignore.
Chính phủ Trung Quốc chấp nhận thuật ngữ này trong một bài xã luận trên trang nhất trên tờ báo chính thức, Nhân dân Nhật báo, vào ngày 17 tháng 7 năm 2017. Ngay sau phiên họp chiến lược của Hội nghị Công tác Tài chính Quốc gia quan trọng diễn ra 5 năm một lần, việc sử dụng chính thức khái niệm "tê giác xám" được hiểu rộng rãi là báo hiệu nỗ lực phối hợp nhằm thắt chặt quy định và giảm rủi ro tài chính. Đáp lại, các nhà đầu tư đã bán cổ phiếu được cho là rủi ro, khiến chỉ số chứng khoán vốn hóa nhỏ của Thâm Quyến giảm 4,3% và chỉ số công nghệ ChiNext giảm 5,1%.
Tờ New York Times đã đề cập đến tê giác xám và sự thay đổi chính sách của Trung Quốc trong một bài báo trên trang nhất vào ngày 23 tháng 7 năm 2017.
Cuốn sách đã được dịch sang tiếng Hungary, tiếng Trung và tiếng Hàn.

### Khủng hoảng nợ công
Nhiều tháng trước khi Argentina vỡ nợ năm 2001, Wucker đã gióng lên hồi chuông cảnh báo rằng việc thiếu một quy trình như Chương 11 quốc tế về các vụ vỡ nợ công sẽ làm tăng khả năng xảy ra và sẽ trả giá bằng các cuộc khủng hoảng tài chính lớn hơn. Vào năm 2011, cô ấy đã sớm đưa ra trường hợp tái cơ cấu trước và xóa nợ chính phủ Hy Lạp.

### Chính sách nhập cư của Hoa Kỳ
Trong cuốn sách thứ hai của bà, Lockout: Why America Keeps Getting Immigration Wrong When Our Prosperity Depends on Getting It Right, Wucker nêu chi tiết về tác động kinh tế của sự đổ vỡ của cơ quan quản lý thị thực Hoa Kỳ sau vụ 11/9. Bà đánh dấu quan niệm sai lầm phổ biến của người Mỹ rằng những thế hệ người nhập cư trước đó có nhiều khả năng ở lại hơn những người mới đến và cảnh báo rằng Hoa Kỳ đang không tận dụng được sức mạnh lớn nhất của mình. Một số khuyến nghị về chính sách của bà đã gây tranh cãi, chẳng hạn như bài báo của tờ New York Times năm 2007 đề xuất giảm thị thực ưu tiên gia đình cho anh chị em đã trưởng thành của công dân Hoa Kỳ để đổi lại việc tăng thị thực việc làm. Mặc dù viết về các vấn đề gây tranh cãi, cô đã được công nhận vì đã đưa ra trường hợp của mình một cách "rõ ràng và có chủ ý" và có một tiếng nói "khôn ngoan, hợp lý" và "đạo đức".

### Thay đổi quốc tịch
Wucker là một nhà bình luận ban đầu về tác động kinh tế của việc chuyển tiền của người lao động nhập cư và thu hút sự chú ý đến những cách mà các quốc gia đang thay đổi quan niệm về quyền công dân và quyền lực chính trị để thu hút tiền mà người lao động gửi về cho gia đình của họ. Cô đã thách thức những cách nghĩ truyền thống về quyền công dân, cho rằng hai quốc tịch và các định nghĩa mở rộng khác có lợi cho cả nước cử đi và nước chủ nhà. Wucker đã lập luận rằng bỏ phiếu không phải là công dân, còn được gọi là bỏ phiếu thường trú hoặc bỏ phiếu thành phố vì nó được giới hạn cho cư dân của các thành phố trong các cuộc bầu cử thành phố như là một bước để chuẩn bị cho mọi người có quốc tịch Hoa Kỳ và giúp đỡ cộng đồng của họ.

### Mối quan hệ giữa hai quốc gia Dominica-Haiti
New York Times Book Review đã mô tả cuốn sách năm 1999 của Wucker, Why the Cocks Fight: Dominicans, Haitians, and the Struggle for Hispaniola là "một cuộc khám phá phức tạp về sự phân chia văn hóa giữa Haiti và Cộng hòa Dominica." Cuốn sách đề cập đến các khía cạnh lịch sử, kinh tế, chính trị và xã hội của mối quan hệ giữa hai quốc gia trên hòn đảo Hispaniola, coi xung đột về văn hóa là triệu chứng hơn là nguyên nhân gốc rễ của căng thẳng. She is a recognized expert on the topic.

## Tác phẩm chọn lọc

### Sách
- Why the Cocks Fight: Dominicans, Haitians, and the Struggle for Hispaniola (Hill & Wang, 1999/2000) ISBN 9780809037193; Why the Cocks Fight. Farrar, Straus and Giroux. ngày 8 tháng 4 năm 2014. ISBN 978-1-4668-6788-8.
- Lockout: Why America Keeps Getting Immigration Wrong When Our Prosperity Depends on Getting It Right (PublicAffairs Press, 2006/2007) ISBN 9781586483562
- David Coates; Peter Siavelis (ngày 1 tháng 1 năm 2011). "Changing Concepts of Citizenship and Nationality across Time and Space". Getting Immigration Right: What Every American Needs to Know. Potomac Books, Inc. tr. 24–. ISBN 978-1-59797-623-7.
- The Gray Rhino: How to Recognize and Act on the Obvious Dangers We Ignore. St. Martin's Press. ngày 5 tháng 4 năm 2016. tr. 1–. ISBN 978-1-4668-8700-8.[41][42]
- You Are What You Risk:The New Art and Science of Navigating an Uncertain World. New York: Pegasus Books, Inc. ngày 11 tháng 5 năm 2021. ISBN 978-1-64313-678-3.

### Bài luận chọn lọc
- "Passing the Buck: No Chapter 11 for Bankrupt Countries."  World Policy Journal, Summer 2001.
- "Muddling is Not Enough." International Financing Review, July 26, 2001. Also published as "Fazer confusão não basta" in Valor Económico.
- "Argentina and the IMF: Will They Benefit from Hindsight?" Opendemocracy.net, September 4, 2003.
- "Civics Lessons from Immigrants." The American Prospect, July 1, 2003.
- "Haiti Has Company in this Crisis." The Washington Post, March 7, 2004.
- "Remittances: The Perpetual Migration Machine." World Policy Journal, Summer 2004.
- "Political Power in the Perpetual Migration Machine." World Policy Journal, Fall 2004.
- "Fixing the Borders (Without a Wall)." World Policy Journal, Winter 2006/2007.
- "Family Second," The New York Times. February 28, 2006.
- "The Benefits of Dual Citizenship." Foreign Policy In Focus. March 8, 2006.
- "The Complex Terrain of Dual Citizenship." Internationale Politik (Germany –TransAtlantic edition) Summer 2006
- "A Safe Haven in New Haven," New York Times, April 15, 2007.
- "Balancing Federal, State and Local Priorities in Police-Immigrant Relations: Lessons from Muslim, Arab, and South Asian Communities," Immigration Policy Center, June 2008.
- "Chronicle of a Debt Foretold." New America Foundation, May 2, 2011
- "The Water-Energy Nexus." With Diana Glassman. World Policy Institute, 2011.
- "Closing the Gender Gap in Silicon Valley –and Everywhere." World Economic Forum Blog, August 6, 2012
- "Lean in to Learn from Global Examples of Women." CNN.com March 8, 2013
- "Davos 2013: Down with Short Termism; Long Live the Long Term," World Economic Forum Blog, February 5, 2013
- "Davos 2014 Review: Taxonomy of the Gray Rhino," World Policy Blog, February 18, 2014